# Lycenchelys peruana
Lycenchelys peruana is een straalvinnige vissensoort uit de familie van puitalen (Zoarcidae). De wetenschappelijke naam van de soort is voor het eerst geldig gepubliceerd in 1995 door Anderson.